# Amata euryptera
Amata euryptera là một loài bướm đêm thuộc phân họ Arctiinae, họ Erebidae.